# Parti communiste de Lituanie

Drapeau du Parti communiste de Lituanie.

Le Parti communiste de Lituanie (en lituanien : Lietuvos komunistų partija, et en russe : Коммунистическая партия Литвы, Kommunisticheskaya partiya Litvy), LKP, était un parti communiste en Lituanie, fondé en octobre 1918. Il reste illégal durant toute l'entre-deux-guerres et opérait clandestinement avant d'être légalisé en 1940 (annexion des pays baltes par l'URSS), date à laquelle il fusionnera avec le Parti communiste de l'Union soviétique et dirigera la République socialiste soviétique de Lituanie jusqu'à sa dissolution en 1991. Son siège se trouvait à Vilnius.

## Histoire

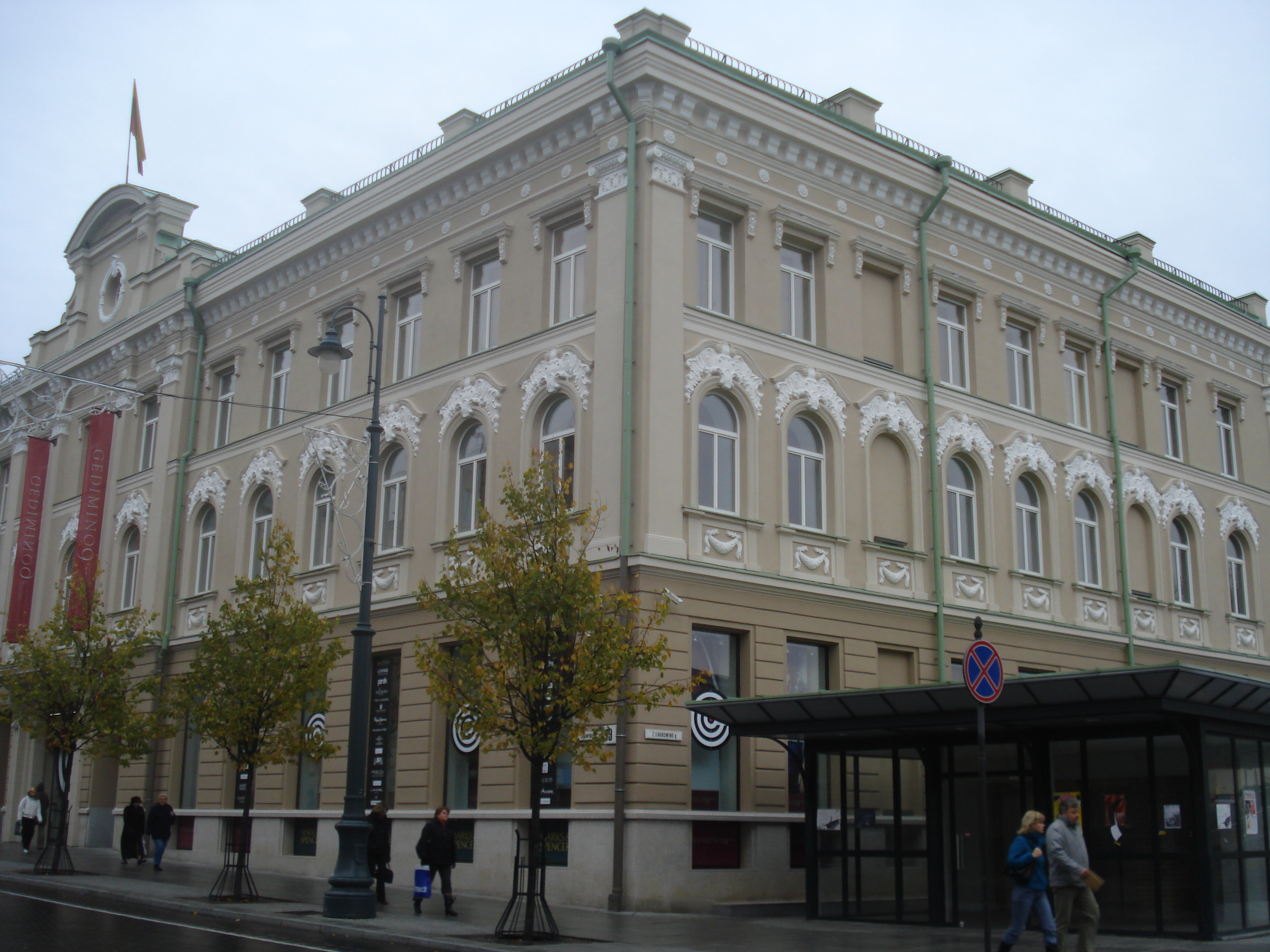
Ancien comité central du Parti communiste lituanien à Vilnius de 1948 à 1989, devenu aujourd'hui un centre commercial.

Parti d'obédience marxiste-léniniste, son journal officiel s'intitulait Lietuvos tiesos (Vérité lituanienne).
Au milieu des années 1980 la direction du Parti communiste hésitait à approuver les concepts de perestroïka et de glasnost introduits par Mikhaïl Gorbatchev. La mort de Petras Griškevičius, premier secrétaire du parti en 1987 fut suivie par la nomination d'un nouveau dirigeant, Ringaudas Songaila, lui aussi peu ouvert au changement. Après l'indépendance du pays en 1990, il est rebaptisé Parti démocratique du travail lituanien, fusionné en 2001 avec le Parti social-démocrate lituanien.

## Secrétaires généraux du parti
- 21 juillet 1940 - 22 janvier 1974 : Antanas Sniečkus ;
- 28 février 1974 - 14 novembre 1987 : Petras Griškevičius ;
- 1er décembre 1987 - 19 octobre 1988 : Ringaudas Songaila ;
- 19 octobre 1988 - décembre 1989 : Algirdas Brazauskas.
  - Parti communiste affilié à l'URSS : Mykolas Burokevičius
  - Non affilié à l'URSS : Algirdas Brazauskas

## Congrès du parti
Le 20e et dernier congrès du parti a lieu le 19 décembre 1989 afin de voter la séparation du pays de l'URSS.

## Évolution du nombre d'adhérents
| Année | Membres |
| ----- | ------- |
| 1930  | 650     |
| 1936  | 1 942   |
| 1940  | 1 741   |
| 1941  | 4 620   |
| 1945  | 3 540   |
| 1950  | 27 800  |
| 1955  | 35 500  |
| 1960  | 54 300  |
| 1965  | 86 400  |
| 1970  | 116 600 |
| 1975  | 140 200 |
| 1980  | 165 800 |